# 清耒寺 (瑞浪市)
清耒寺（せいらいじ・清来寺）は、岐阜県瑞浪市明世町戸狩にある天台寺門宗の寺院。山号は巌谷山。

## 歴史
巌谷山 清耒寺は滋賀県大津市にある天台寺門宗の総本山三井寺の末寺である。
仁平3年（1153年）、源頼政が御所に出没する鵺を退治する際に、不動明王に加護を祈念したところ、見事に退治が出来たことに感銘を受けて、
治承4年(1180年）、領地であった美濃国土岐郡寺河戸村に天徳寺を建立し、不動明王を奉安したのが由来とされる。
建武の新政後の暦応2年（1339年）、庇護していた土岐頼遠が、鶴ヶ城を去って厚見郡(岐阜市)の長森城に移った後は荒廃した。
文和3年(1354年)、妻木氏第二代の頼高(土岐彦十郎・淨清)が、荒廃していた天徳寺の不動三尊を、岩屋不動として山中に安置し、臨済宗の覚源を招いて法要した記録が残っている。
なお不動三尊は、中世に土岐氏によって一日市場村に創建された「天徳寺」の本尊であったと伝えられている。
その後、永徳元年（1381年）移転安置されたのが始まりと言われている。
大永3年（1523年）、不動堂が建立された。
寛永元年（1624年）、河合圓海によって大聖寺として大きな岩の下に本堂が建立され、再創された。
寛文元年(1661年)、本末制度の制定に先立って、真言宗の三河国猿投村の龍性院の末寺として本末帳に書き上げた。
延享4年(1747年)に、中興されたとされるが、詳細は不明である。
明治14年(1881年)、現在の本堂が建立された。
明治15年(1882年)、天台寺門宗に改宗して清耒寺となり、文亀眞靜によって再々創された。
昭和44年(1969年)、前本尊の不動明王を焼失したが、観応2年(1351年)の銘文があったという。
清耒寺は、｢巌谷（岩屋）不動」とも呼ばれ、そそり立つ岩壁は圧巻である。

## 境内
聖観音菩薩や、新四国八十八ヶ所石仏の他に、昭和58年(1983年)に建立された、水子地蔵菩薩石像などが祀られている。
また本堂の傍には、鎌倉時代中期から室町時代前半にかけて神奈川県鎌倉市と周辺地域で岩窟に横穴を掘って造られた「やぐら」に似たものが残っており、その横穴の一部には祠が祀られている。
岩の横を削った部分に大黒天の祠が置かれているものもある。

## 関連リンク
- 天台寺門宗　厳谷山　清耒寺　公式ホームページ
- 天台寺門宗　厳谷山　清耒寺　公式フェイスブック
- 【第二十六番】　厳谷山　清来寺　瑞浪市観光協会